# Derick Ogbu
Derick Ogbu (født 19. marts 1990) er en nigeriansk fodboldspiller.